# 环万佛湖公路
環萬佛湖公路，又稱環萬佛湖旅游公路、環萬佛湖大道，是位于安徽省六安市舒城縣的一条省级环线道路。该道路途经舒城縣五顯镇、万佛湖镇、汤池镇、河棚镇、山七镇。公路段设计速度60公里每小時，按二级公路标准建设，路基宽13.5米，主路面宽8米，并设计4米的慢行系统；市政规划段路基段22.5米，路面宽14米。